# Launay Saturné
Launay Saturné (Delatte, 14 gennaio 1964) è un arcivescovo cattolico haitiano, dal 16 luglio 2018 arcivescovo metropolita di Cap-Haïtien.

## Biografia
Launay Saturné è nato a Delatte il 14 gennaio 1964.

### Formazione e ministero sacerdotale
Il 10 marzo 1991 è stato ordinato presbitero per l'arcidiocesi di Port-au-Prince da monsignor Joseph Lafontant, vescovo ausiliare della medesima arcidiocesi. In seguito è stato vicario parrocchiale della parrocchia Sacro Cuore a Port-au-Prince dal 1991 al 1997 e direttore della casa propedeutica di Jacquet dal 1997 al 1998. Nel 1998 è stato inviato a Roma per studi. Nel 2003 ha conseguito il dottorato in teologia dogmatica con specializzazione in ecclesiologia presso la Pontificia Università Gregoriana. Tornato in patria è stato direttore degli studi e professore di teologia presso il seminario maggiore interdiocesano di Port-au-Prince dal 2003, responsabile del comitato incaricato della pastorale mariana nella medesima arcidiocesi dal 2004 e segretario nazionale della commissione per la pastorale giovanile dal 2005.

### Ministero episcopale
Il 28 aprile 2010 papa Benedetto XVI lo ha nominato vescovo di Jacmel. Ha ricevuto l'ordinazione episcopale il 29 maggio successivo nell'École Frère Clément a Jacmel dall'arcivescovo Bernardito Cleopas Auza, nunzio apostolico ad Haiti, co-consacranti l'arcivescovo metropolita di Cap-Haïtien Louis Nerval Kébreau e il vescovo ausiliare di Port-au-Prince Joseph Lafontant.
Nel giugno del 2017 ha compiuto la visita ad limina.
Dal 1º dicembre 2017 al 28 novembre 2023 è stato presidente della Conferenza episcopale di Haiti.
Il 16 luglio 2018 papa Francesco lo ha nominato arcivescovo metropolita di Cap-Haïtien. Ha preso possesso dell'arcidiocesi il 23 settembre successivo.

## Genealogia episcopale
La genealogia episcopale è:
- Cardinale Scipione Rebiba
- Cardinale Giulio Antonio Santori
- Cardinale Girolamo Bernerio, O.P.
- Arcivescovo Galeazzo Sanvitale
- Cardinale Ludovico Ludovisi
- Cardinale Luigi Caetani
- Cardinale Ulderico Carpegna
- Cardinale Paluzzo Paluzzi Altieri degli Albertoni
- Papa Benedetto XIII
- Papa Benedetto XIV
- Cardinale Enrico Enriquez
- Arcivescovo Manuel Quintano Bonifaz
- Cardinale Buenaventura Córdoba Espinosa de la Cerda
- Cardinale Giuseppe Maria Doria Pamphilj
- Papa Pio VIII
- Papa Pio IX
- Cardinale Gustav Adolf von Hohenlohe-Schillingsfürst
- Arcivescovo Salvatore Magnasco
- Cardinale Gaetano Alimonda
- Cardinale Agostino Richelmy
- Vescovo Giuseppe Castelli
- Vescovo Gaudenzio Binaschi
- Arcivescovo Albino Mensa
- Cardinale Tarcisio Bertone, S.D.B.
- Arcivescovo Bernardito Cleopas Auza
- Arcivescovo Launay Saturné